# 袈裟襷文銅鐸/高知県香美郡美良布村大字韮生野出土
袈裟襷文銅鐸／高知県香美郡美良布村大字韮生野出土（けさたすきもんどうたく／こうちけんかみぐんびらふむらおおあざにろうのしゅつど）は、高知県香美市にある宗教法人の大川上美良布神社が所有する大小2箇の銅鐸。同市香北町韮生野で出土したとされ、弥生時代に同地で行われた祭祀で使用されたとされる。現在は香美市立やなせたかし記念館に保管されている。日本国の重要美術品にして高知県保護有形文化財。

## 特徴

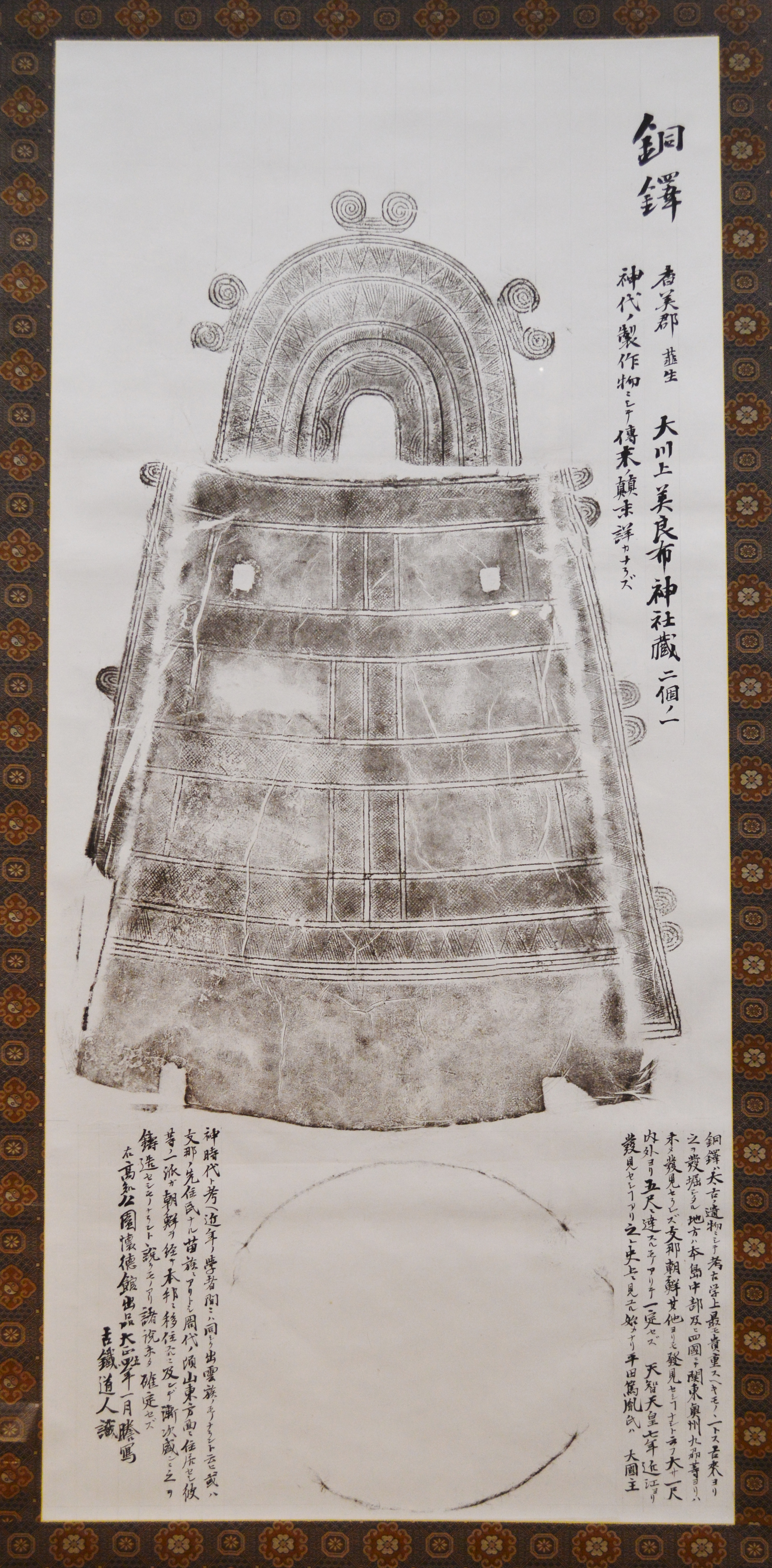
銅鐸図（高知県立歴史民俗資料館展示）

高さ75.7センチメートルと67センチメートル（総高82.1センチメートルと68.3センチメートル）の大小2箇の突線袈裟襷文銅鐸である。
大小両銅鐸は、鈕が縦長の小判形で、外周や紋様帯の区画部分に突線が用いられ、双頭渦文の飾耳が鈕の上部に1箇と鈕の左右にそれぞれ1箇ずつ、半円形の突起2箇を並べた飾耳が鰭の左右にそれぞれ3箇ずつの計9箇が飾られていることから、銅鐸の分類上「突線鈕3式」に属する。また、身の表裏は、袈裟襷文と呼ばれる斜格子文の帯でそれぞれ6区画の計12区画に分けられている。
銅鐸（大）は、身の第一、第二及び第三横帯部分では縦帯が貫かず、第四横帯では縦帯が貫き、軸突線がない文様から、「近畿IIB式」に分類される。現在は、飾耳の片方4箇の内3箇は飾耳下部、残り1箇の飾耳とともに鰭下部に当たる1/3、及び身下部の型持孔の一部をそれぞれ欠損している。
銅鐸（小）は、身の縦帯が全ての横帯を貫かず、軸突線がない文様から、「近畿IIA式」に分類される。現在は、鈕の3箇及び片方の下部の1箇の飾耳並びに身下部の型持孔の一部をそれぞれ欠損している。欠損した鈕の飾耳部分は三角形の突起が残る。図案から銅鐸（大）よりも銅鐸（小）がより工芸的に優れている。
本銅鐸は、2箇ともその形式から弥生時代の銅鐸が盛んに作成された時期終末近くに畿内で製作されたものであるが、文様の違いから異なる工房で製作されたと考えられる。

## 伝来

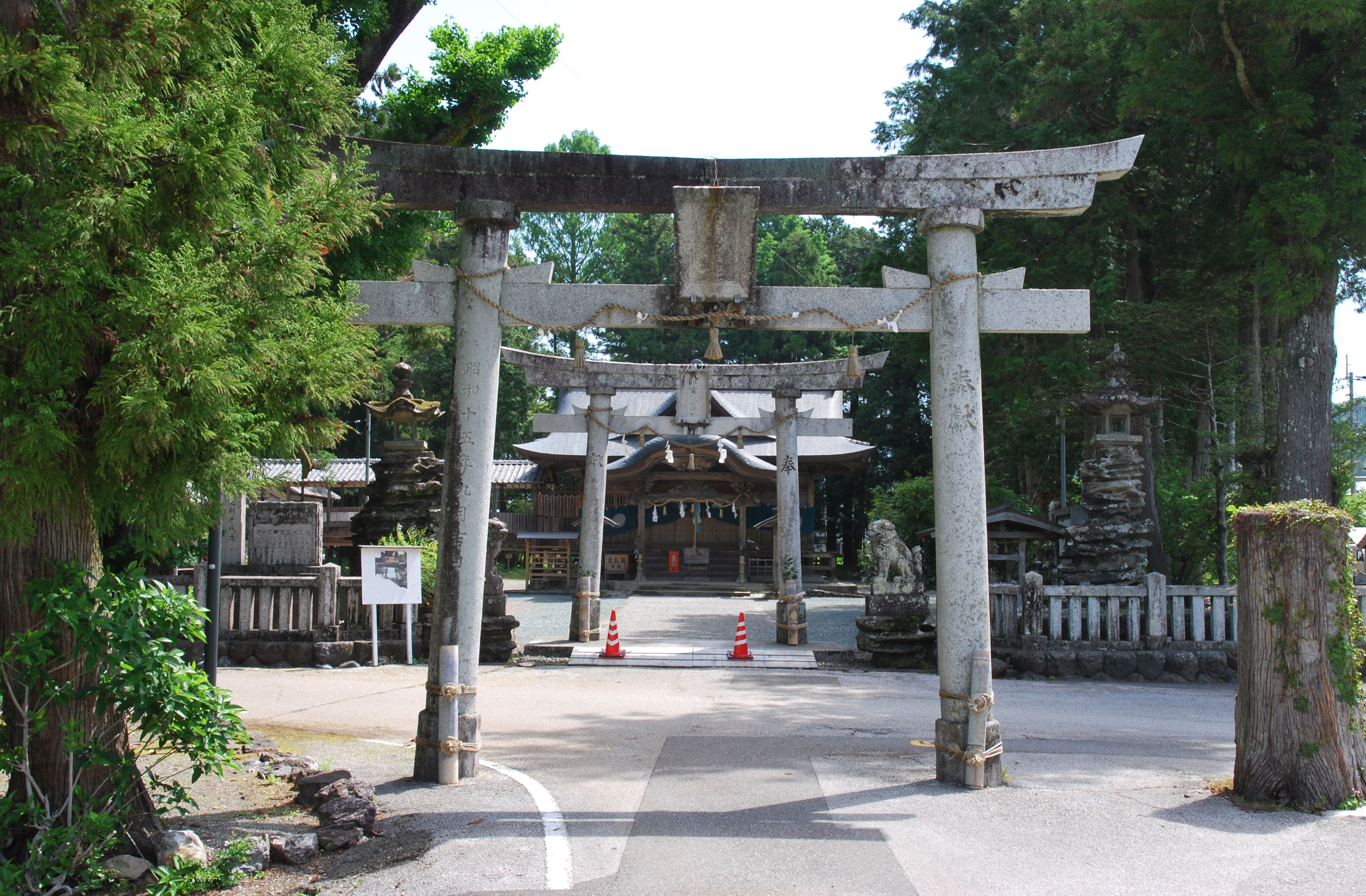
大川上美良布神社。所有者にして旧保管場所。

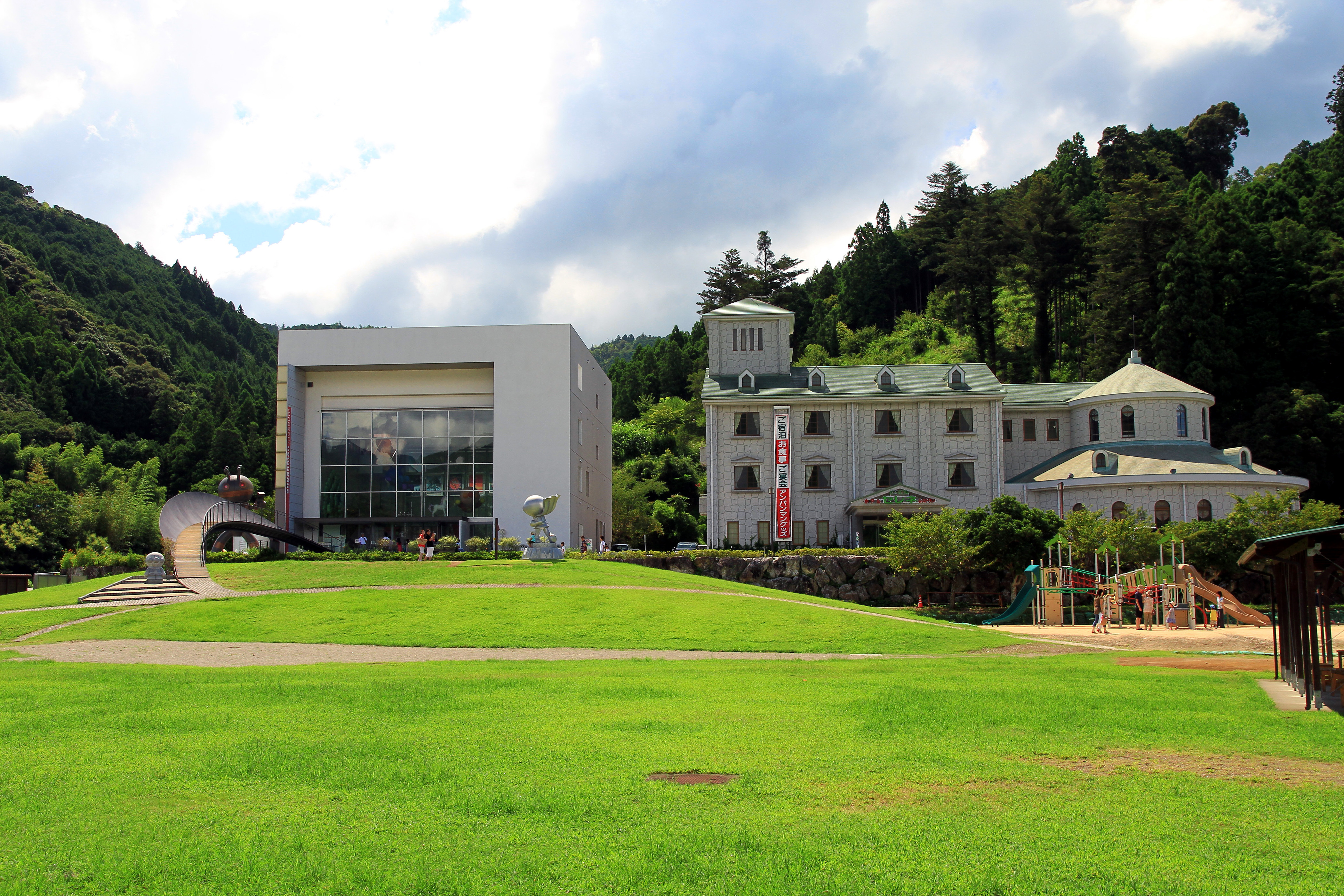
香美市立やなせたかし記念館。現保管場所。

弥生時代に畿内で製作された本銅鐸は、高知県香美市香北町韮生野周辺に移され、同地での祭祀に使用された。その後の経緯は不明であるが、長く埋設された状態であった本銅鐸は、1746年（延享3年頃）以前に同地から掘り起こされ、同地近くの大川上美良布神社に宝物として保管されることとなった。江戸時代中期の儒学者である植木挙因が記した土佐国の地理志『土陽淵岳志』によれば、本銅鐸は竜宮よりもたらされ、雨天に本銅鐸を叩けば大風雨になる、と伝えられていた。
現在、同社の所有として、公益財団法人やなせたかし記念アンパンマンミュージアム振興財団が運営する香美市立やなせたかし記念館に保管されている。

## 保護
文部大臣の松田源治は、本銅鐸が歴史上又は美術上特に重要なる価値があるものとして、1934年（昭和9年）9月1日に『袈裟襷文銅鐸高知県香美郡美良布村大字韮生野出土』として重要美術品に認定し、本銅鐸の国外への輸出又は移出を規制した。その後、根拠法である重要美術品等ノ保存ニ関スル法律は、文化財保護法の施行により廃止されたが、本銅鐸を含む同法施行以前に認定された物件に対しては現在もなお有効であるものと規定されている。
これとは別に、高知県教育委員会は、2002年（平成14年）3月29日に、高知県文化財保護条例（昭和36年高知県条例第1号）第4条第1項の規定により、本銅鐸を『袈裟襷文銅鐸』として高知県保護有形文化財に指定した。文化財保護法上、同法の規定により文部科学大臣が指定した文化財を、地方公共団体が条例に基づき指定することはできないが、重要美術品についてはそのような規定はないため、現在、本銅鐸は、重要美術品、高知県保護有形文化財の異なる二つの側面を有している。